# Cormoran aptère
Nannopterum harrisi
Espèce
Synonymes
- Phalacrocorax harrisi

Statut de conservation UICN

 VU D2 : Vulnérable
Le Cormoran aptère (Nannopterum harrisi, anciennement Phalacrocorax harrisi), aussi appelé Cormoran des Galapagos, est une espèce d'oiseaux de mer endémique de l'archipel des Galapagos. Au cours de l’évolution, cet oiseau a perdu son aptitude au vol. En effet, ses ailes atrophiées ne lui servent ni à échapper aux prédateurs (puisqu'il n'y en avait pas dans l'archipel avant l'arrivée de l'homme - il ne craint d'ailleurs pas la présence humaine) ni à s'assurer de la nourriture puisque cette espèce a gagné l'aptitude à nager et plonger. C'est l'espèce la plus grande du genre Nannopterum.

## Description

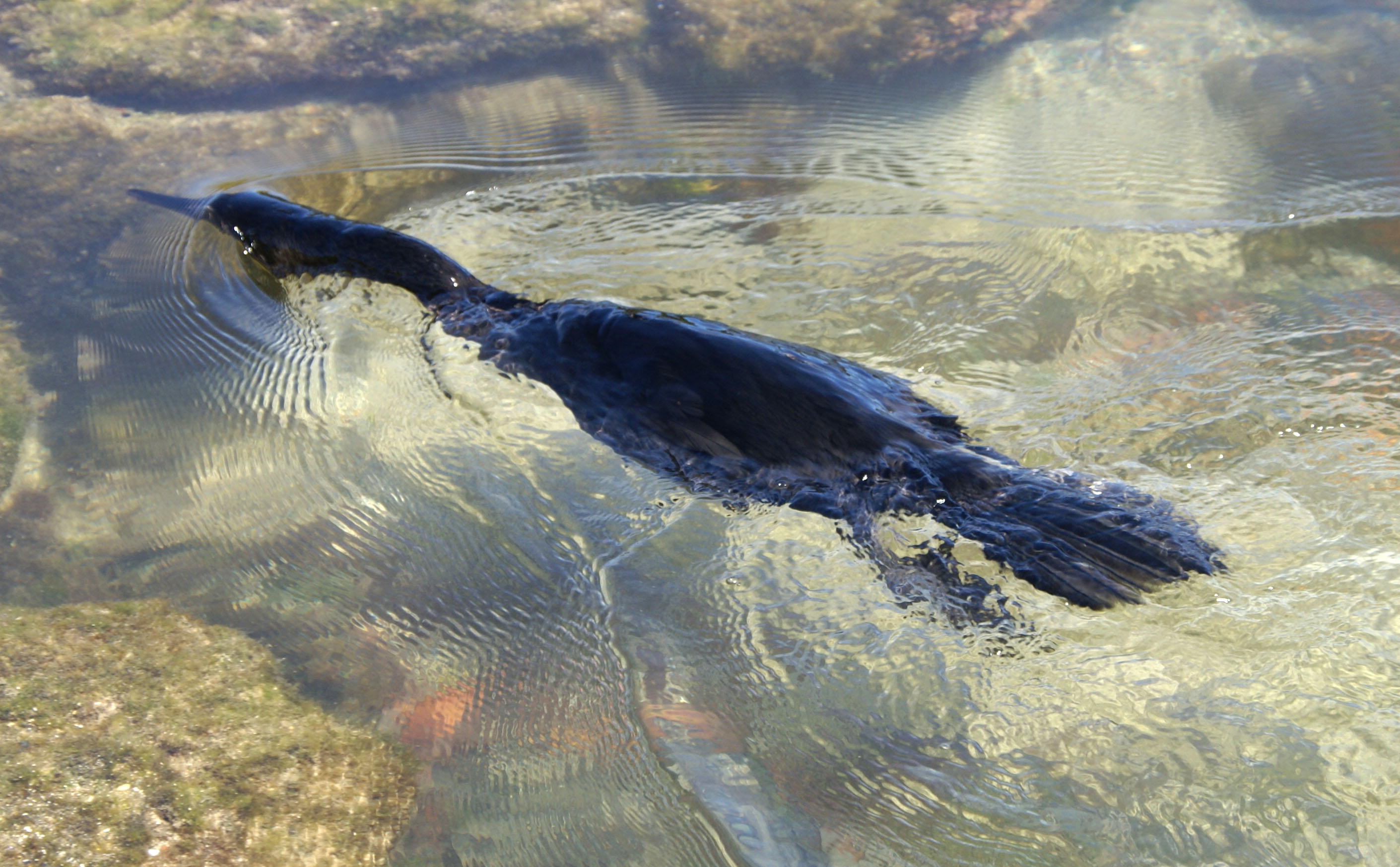
un cormoran aptère (île Fernandina)

Cet oiseau mesure environ 90 cm pour une envergure de moins de 100 cm et son poids varie de 2 500 à 5 000 g.
Le plumage du cormoran aptère est noir avec des reflets bruns et quelques plumes blanchâtres. Son anatomie est différente de la plupart des oiseaux. En particulier, son sternum n'a plus de bréchet sur lequel viennent normalement s'accrocher les muscles des ailes. N'ayant plus la puissance musculaire suffisante pour voler, ses ailes se sont atrophiées avec l'évolution et sont réduites à de grandes nageoires. Toutefois, hormis ses ailes, il a conservé la morphologie caractéristique des autres espèces de cormorans.
Chez les adultes, le bec comporte un crochet à l'extrémité et les iris sont de couleur turquoise. Les deux sexes sont identiques, mais le mâle est généralement plus grand.

## Menaces
Le cormoran aptère est très vulnérable aux désastres environnementaux comme les marées noires du fait qu'il ne sait pas voler. De plus, la pêche industrielle est un véritable danger pour l'espèce. Les Cormorans se prennent dans les mailles des filets, et le nombre de leurs proies diminue .